# Order Wschodzącego Słońca
Order Wschodzącego Słońca (jap. 旭日章 Kyokujitsu-shō) – odznaczenie przyznawane w Japonii. Jest trzecim w hierarchii ważności orderem po Orderze Chryzantemy i Orderze Kwiatów Paulowni, a przed Orderem Świętego Skarbu. Został ustanowiony 10 kwietnia 1875 przez cesarza Mutsuhito (Meiji).

## Historia
Początkowo miał osiem klas, lecz 4 stycznia 1888 została dodana dziewiąta, specjalna klasa. Order mógł być przyznawany jedynie mężczyznom, dopiero w 2003 cesarz Akihito pozwolił na przyznawanie Orderu Wschodzącego Słońca także kobietom.
Początkowo Order Wschodzącego Słońca był nadawany za specjalne zasługi wojskowe. Po II wojnie światowej, kiedy konstytucja Japonii oficjalnie nie pozwala tworzyć armii, rola orderu zmieniła się i odtąd jest ona nadawany osobom cywilnym za specjalne zasługi dla Japonii. Może być nadawany także pośmiertnie.

## Klasy Orderu
- Klasa Specjalna – Wielka Wstęga Kwiatów Paulowni (klasa dodana w 1888, w 2003 stała się osobnym orderem[a])
- I klasa – Wielka Wstęga
- II klasa – Złota i Srebrna Gwiazda
- III klasa – Złote Promienie ze Wstęgą
- IV klasa – Złote Promienie z Rozetą
- V klasa – Złote i Srebrne Promienie
- VI klasa – Srebrne Promienie
- VII klasa – Medal Zielonej Paulowni (klasa zniesiona w 2003 r.)
- VIII klasa – Medal Białej Paulowni (klasa zniesiona w 2003 r.)

## Odznaczeni
Orderem Wschodzącego Słońca zostali odznaczeni m.in.: Albert Craig, John Arbuthnot Fisher, Tom Foley, Thomas Blake Glover, Douglas MacArthur, Jigorō Kanō, Robert Walker Irwin, Maresuke Nogi, Akira Yoshizawa oraz emerytowany cesarz Akihito.

### Odznaczeni Polacy
I klasa – Wielka Wstęga
- Józef Piłsudski, 1928[1][2]
- Edward Śmigły-Rydz, 1928[2]
- Donald Tusk, 2021[3]

II klasa – Złota i Srebrna Gwiazda
- Jadwiga Rodowicz-Czechowska, 2013
- Władysław Sikorski[4]
- Henryk Lipszyc, 2002[2]
- Henryka Bochniarz, 2010[5]
- Michał Kleiber, 2012[6]
- Jerzy Pomianowski[7]
- Ryszard Górecki, 2014[8]
- Bogdan Zdrojewski, 2015[9]
- Cyryl Kozaczewski, 2023[10]

III klasa – Złote Promienie ze Wstęgą
- Wiesław Kotański, 1986[11]
- Janusz Onyszkiewicz, 2019[12]
- Stanisław Piwowar, 1988[13]
- Andrzej Wajda, 1995[2][14]
- Stanisław Filipek, 2006[15]
- Jerzy Nowacki, 2008[16]
- Romuald Huszcza, 2012[17]
- Ewa Pałasz-Rutkowska, 2015[18]
- Irena Szewińska, 2017[19]
- Jan Bossak, 2017[20]
- Krzysztof Ingarden, 2018[21]
- Stanisław Pawlak, 2021[22]
- Jerzy Duszyński, 2024[23]

IV klasa – Złote Promienie z Rozetą
- Alfred Majewicz, 2002[24]
- Krystyna Okazaki, 2007[25]
- Bogna Dziechciaruk-Maj, 2009[26]
- Włodzimierz Kwieciński, 2012[27]
- Krystyna Zachwatowicz-Wajda, 2013[28]
- Estera Żeromska, 2018[29]

V klasa – Złote i Srebrne Promienie
- Jan Kowalewski, 1926[2][30]
- Małgorzata Martini, 2014[31]

VI klasa – Srebrne Promienie
- Bolesław Orliński, 1926[15]

klasa nieznana
- Józef Gieysztor[32]
- Franciszek Ziejka[33]